# 亞歷山大·瓦西里耶維奇·彼得魯舍夫斯基
亚历山大·瓦西里耶维奇·彼得鲁舍夫斯基（1898年10月9日—1976年10月21日），白俄羅斯裔苏联上将，苏联英雄（1944年）。1953年至1957年，彼得鲁舍夫斯基担任了中国人民解放军总军事顾问和苏联驻华武官。

## 生平
生于白俄罗斯盧尼涅茨一个铁路工人家庭。白俄罗斯人。
1915年应征入伍，1916年毕业于尼古拉耶夫步兵少尉学校，任少尉，参加第一次世界大战。
1918年参加苏俄工农红军，在南方面军参加了苏俄内战，指挥步兵连、营和团，在战斗中受伤。战后任营长。1922年任布良斯克省契卡的剿匪部队负责人。1923年毕业于以第三国际命名的高级战术和步兵指挥学校。1928年毕业于伏龙芝军事学院。1928年7月任步兵第34师司令部作战科长。1930年11月任步兵第19军司令部作战处长。1931年12月任红军“射击”步兵战术训练班主任，1932年5月任提高红军机动部队指挥人员的战术训练班主任。1932年加入苏联共产党（布尔什维克）。1934年4月起任机械化部队战术教师。1934年7月起任伏龙芝军事学院机械化部高级主任。1935年8月任步兵第20师参谋长。1938年毕业总参谋部军事学院，该班后来成为著名的“元帅班”（出了4名苏联元帅，陆军大将6人，上将8人，海军上将1人）。1938年1月任白俄罗斯军区副参谋长。1940年9月任西部特别军区副参谋长，负责组织和动员问题。1941年5月5日任在莫吉廖夫组建的第13集团军参谋长。
苏德国战争的开始，第13集团军司令部迁至莫洛傑奇諾，参加了比亞韋斯托克-明斯克戰役。 1941年6月25日，第13集团军司令部遭到德军第3装甲集团的坦克袭击，6月27日撤到明斯克，6月28日被迫撤离明斯克。1941年7月8日第13集团军司令部撤到莫吉廖夫州（当日集团军司令员彼得·米哈伊洛维奇·菲拉托夫中将空袭重伤）。7月10日德军发起斯摩棱斯克战役攻势，第13集团军司令部在7月12日再次遭到袭击，司令费多尔·尼基季奇·雷梅佐夫中将受重伤，部队被包围在莫吉廖夫州。第13集团军司令部突围，但几乎损失掉所有部队。第4集团军部队调归。1941年7月24日中央方面军成立。中央方面线解散后第13集团军转隶布良斯克方面军。1941年10月初德军对莫斯科的进攻中，第13集团军在布良斯克附近被包围，但司令 奥森修斯·米哈伊洛维奇·戈罗德尼扬斯基少将和参谋长彼得鲁舍夫斯基率领下突围进入了库尔斯克州卡斯托尔纳亚站一带。1941年冬，第13集团军在葉列茨战役中参加了利佩茨克州葉列茨市的防守和收复。1942年夏，参谋长彼得鲁舍夫斯基随第13集团军参加了沃罗涅日-伏罗希洛夫格勒防御战役、1943年夏的库尔斯克会战的沃罗涅日-卡斯托宁斯卡亚进攻战役。1943年秋第13集团军挺进第聂伯河并率先强渡。1943年12月彼得鲁舍夫斯基任乌克兰第二方面军第40集团军步兵第104军军长，参加了科尔孙-舍甫琴科夫斯基战役和乌曼-博托沙尼进攻战役，强渡了德涅斯特河。1944年春率先攻至苏联罗马尼亚国界——普鲁特河，在雅西市以北的右岸占领了一座桥头堡。1944年8月20日乌克兰第二方面军发起进攻，步兵第104军调入第27集团军，突破雅西以北的防线，占领雅西后，转移到福恰尼和雷姆尼克，占领了罗马尼亚城市皮泰斯特和雷姆尼克-萨拉特。克服了特蘭西瓦尼亞阿爾卑斯山脈之后，彼得鲁舍夫斯基的部队接近了坚固的罗马尼亚城市圖爾達。攻城时，彼得鲁舍夫斯基被炮弹爆炸震伤，但没有离开指挥岗位。圖爾達被解放后，才在卫生营休养了几天。随后，彼得鲁舍夫斯基的部队解放了克卢日和奥拉迪亚两个城市，在50天内穿越罗马尼亚全境600多公里，从山麓进抵多瑙河中部低地匈牙利境内。根据苏联最高苏维埃主席团1944年9月13日法令，彼得鲁舍夫斯基中将被授予苏联英雄称号，获得列宁勋章和金星勋章（第2568号）。1945年参加了在匈牙利境内的战斗，在巴拉顿湖地区击退了德国党卫军反攻。1945年3月任乌克兰第二方面军第46集团军司令，参加了维也纳战役。1945年4月13日，第46集团军与坦克第6集团军一起解放了维也纳，几天后第46集团军向捷克斯洛伐克边境推进，并于1945年5月参加了布拉格进攻战役。
战后，彼得鲁舍夫斯基中将继续指挥第46集团军。1946年6月任外高加索军区参谋长。1947年2月任伏罗希洛夫高等军事学院高级讲师。1947年调任保加利亚人民军首席军事顾问。1950年任西西伯利亚军区副司令兼参谋长。1953年8月任中国人民解放军首席军事顾问兼苏联驻中华人民共和国大使馆武官，1954年8月21日晋升上将军衔。1957归国，任军事外交学院院长。
1960年退役。住在莫斯科，在苏联退伍军人委员会工作。1976年10月21日逝世，安葬在莫斯科的新圣女公墓。